# Elcserélt élet (telenovella)
Az Elcserélt élet (eredeti cím: Um Lugar ao Sol) 2021 és 2022 között vetített brazil telenovella, amit Lícia Manzo alkotott. A főbb szerepekben Cauã Reymond, Alinne Moralles és Andréia Horta látható.
A sorozatot Brazíliában 2021. november 8-tól 2022. március 25-től sugározta a TV Globo. Magyarországon 2022. augusztus 22-től november 29-ig sugározta az RTL Klub (később RTL).

## Cselekmény
Goiâniában ikertestvérek születnek, Christian és Christofer, akik a szülés során elveszítik édesanyjukat, és apjukkal, Ernanival maradnak, aki helyzetéből adódóan beleegyezik, hogy egyik gyermekét egy gazdag Rio de Janeiro-i párnak adja, így a két iker egyéves korukban elválik egymástól. Christiant árvaházba küldik, míg Christofert örökbefogadó szülei Renatónak nevezik át. Mindketten úgy nőnek fel, hogy nem tudnak egymás létezéséről.
18 évvel később, amikor elbúcsúzik haldokló nevelőapjától, Renato felfedezi, hogy örökbe fogadták, és van egy ikertestvére, akitől elválasztották. Felháborodva szembesíti örökbefogadó anyját, Elenice-t, aki hazudik neki, és azt állítja, hogy a testvére és a biológiai apja meghalt. Christian, kénytelen elhagyni a kiskorúak árvaházát, ahol felnőtt, Goiâniában, és rájön, hogy őt is elválasztották a testvérétől. Az iskolának szentelve és egyedül a világban, kilátástalanul, alulfoglalkoztatottá válik, Christian kénytelen félretenni az álmait, és úgy tűnik, csak a bátyja létezése világítja meg az életét. Renato megtalálásának reményében úgy dönt, hogy Rio de Janeiróba utazik. Indulás előtt elbúcsúzik Ravitól, szívbeli testvérétől, akivel együtt nevelkedett az árvaházban. Renato Európába utazik, hajlandó távol maradni attól az élettől, amelyről kiderült, hogy hamis.
Tíz évvel később Christian utcai árusként dolgozik a Nilton Santos Olimpiai Stadion kapujában, abban a reményben, hogy megtalálja a testvérét. Az egyetlen nyom egy újságkivágás, amelyen egy vele azonos férfi a stadion lelátójáról nézi a meccset. Christian találkozik Larával, és beleszeret. Felhagy az ikertestvére keresésével, és úgy dönt, hogy megkéri Lara kezét, és egy kisvállalkozásba kezd. Amikor azonban Ravit letartóztatják egy olyan lopásért, amit nem ő követett el, Christiannak meg kell szereznie az óvadékot, és mivel nincs más választása, beleegyezik, hogy drogdílereknek dolgozzon, és akaratlanul még nagyobb adósságot vállal. Halállal fenyegetve és kiút nélkül Lara azt mondja neki, hogy adják el, amijük van, hogy kiszabadítsák Ravit a börtönből, és meneküljenek a nagymamája házába Minas Geraisba.
A szökés során Christian véletlenül találkozik Renatóval, aki épp akkor tért vissza Brazíliába. Miután együtt töltik a kora reggelt, és megtudják, hogy Christian adósa, Renato felmegy helyette a hegyre, és mivel összetévesztik vele, a drogdílerek megölik. Renatóval azonos, Christian utánozza testvére személyiségét és viselkedését, így válik a hasonmásává. Úgy dönt, hogy maga mögött hagyja a múltat, és felveszi Renato személyazonosságát, Ravi az egyetlen bizalmasa, végignézi, ahogy Lara eltemeti a holttestet, amely állítólag az övé volt, és új életet kezd, miközben meg kell küzdenie döntése következményeivel.

## Szereplők
| Színész                  | Szereplő                                             | Magyar hang                                     |
| ------------------------ | ---------------------------------------------------- | ----------------------------------------------- |
| Cauã Reymond             | Christian Alves dos Santos                           | Pál Tamás                                       |
| Cauã Reymond             | Christofer Alves dos Santos / Renato Muniz Meirelles | Pál Tamás                                       |
| Andréia Horta            | Lara Moreira Trindade                                | Pánics Lilla                                    |
| Alinne Moraes            | Bárbara Assunção Meirelles                           | Dobó Enikő                                      |
| Juan Paiva               | Ravi Pereira da Silva                                | Penke Bence                                     |
| Lauan do Amaral (gyerek) | Ravi Pereira da Silva                                | Kerekes Máté                                    |
| Andréa Beltrão           | Rebeca Assunção Mourão                               | Erdős Borcsa                                    |
| Marieta Severo           | Ana Maria Moreira Bastos (Noca)                      | Menszátor Magdolna                              |
| José de Abreu            | Santiago Assunção                                    | Dézsy Szabó Gábor                               |
| Ana Beatriz Nogueira     | Elenice Muniz Meirelles                              | Román Judit                                     |
| Fernanda de Freitas      | Érica Ribeiro Assunção                               | Mohácsi Nóra                                    |
| Gabriel Leone            | Felipe Soares                                        | Gacsal Ádám                                     |
| Danton Mello             | Mateus Nogueira Sales                                | Láng Balázs                                     |
| Ana Baird                | Nicole Assunção                                      | Kokas Piroska                                   |
| Daniel Dantas            | Túlio Mourão                                         | Fekete Zoltán                                   |
| Pathy Dejesus            | Maria Ruth Valente (Ruth)                            | Törtei Tünde                                    |
| Denise Fraga             | Júlia Soares                                         | Sági Tímea                                      |
| Fernanda Marques         | Cecília Assunção                                     | Engel-Iván Lili                                 |
| Lara Tremouroux          | Joyce Rodrigues Ferreira                             | Kardos Eszter                                   |
| Regina Braga             | Dr Ana Virgínia Soares                               | Halász Aranka                                   |
| Marco Ricca              | Breno Martins                                        | Maday Gábor                                     |
| Mariana Lima             | Ilana Prates                                         | Czirják Csilla                                  |
| Natália Lage             | Dr Gabriela Macedo Gaspar                            | Tarr Judit                                      |
| Otávio Müller            | Paco Valentim                                        | Albert Péter                                    |
| Renata Gaspar            | Stephanie Ribeiro                                    | F. Nagy Eszter                                  |
| Samanta Quadrado         | Mel Valentim                                         | Mikola Janka                                    |
| Ângela Figueiredo        | Mercedes                                             | Andrádi Zsanett                                 |
| Stella Freitas           | Geize Pimenta                                        | Téglás Judit                                    |
| Fernando Eiras           | Teodoro Muniz                                        | Megyeri János                                   |
| Georgina Castro          | Thaiane Moreira                                      | Csifó Dorina                                    |
| Ju Colombo               | Dalva                                                | Makay Andrea                                    |
| Cláudia Missura          | Lucília Martins                                      |                                                 |
| Luiz Serra               | Domísio Martins                                      |                                                 |
| Yara de Novaes           | Inácia Rodrigues Ferreira                            | Mics Ildikó                                     |
| Roberto Alencar          | Valdir                                               | Tárnok Csaba                                    |
| Indira Nascimento        | Janine Jardim                                        | Lamboni Anna                                    |
| Bruna Martins            | Bela                                                 | Horváth Nikoletta                               |
| Samantha Jones           | Adel                                                 | Gulás Fanni                                     |
| Mayara Theresa           | Leila                                                | Fekete Linda                                    |
| Pável Reymond            | Josias                                               | Potocsny Andor                                  |
| Maju Lima                | Maria Rita Sales Prado (Marie)                       | Csaba Zsófi                                     |
| Miguel Schmid            | Luan Ribeiro                                         | Rostás Ábel                                     |
| Julio Cezar Cirilo       | Francisco Pereira                                    | Rostás Ábel                                     |
| Maithê Rodrigues         | Yasmin Rodrigues Ferreira (Mimi)                     | Rostás Luca (1. hang) Hegedűs Johanna (2. hang) |
| Álvaro Brandão           | Anderson Rodrigues Ferreira                          |                                                 |
| Genézio de Barros        | José Renato Meirelles                                | Faragó András                                   |
| Rafael Primot (fiatal)   | José Renato Meirelles                                | Bordás János                                    |
| Débora Duarte            | Eva Lage                                             |                                                 |
| Reginaldo Faria          | Aníbal Macedo                                        | Karsai István                                   |
| Juliana Schalch          | Hannah                                               | Rigler Renáta                                   |
| Diogo Monteiro           | Rodrigo                                              | Papp Dániel                                     |
| Inez Viana               | Avany                                                | Kiss Erika                                      |
| Betty Gofman             | Prof. Maria Antônia Andrade                          | Farkas Zita                                     |
| Tonico Pereira           | Prof. Romero                                         | Pálfai Péter                                    |
| Isio Ghelman             | Anselmo de Almeida Tavares / Alípio                  | Katona Zoltán                                   |
| Márcio Vito              | Ernani Alves dos Santos                              | Bácskai János                                   |
| Gery (fiatal)            | Ernani Alves dos Santos                              | Fehérváry Márton                                |
| Danilo Grangheia         | Roney Silveira da Cunha                              | Fehérváry Márton                                |
| Fernanda Nobre           | Maria Fernanda Lacombe                               | Bálizs Anett                                    |
| Rui Resende              | Napoleão (Naná)                                      | Csuha Lajos                                     |
| Gilberto Gawronski       | Dr. Castilho                                         | Albert Gábor Pásztor Tibor (25. rész)           |
| Thelmo Fernandes         | Jerônimo Moreira Correia Bastos                      | Holl Nándor                                     |
| Larissa Vereza           | Soraya                                               | Bognár Anna                                     |
| Analu Prestes            | Sueli Moreira Bastos                                 | Fabó Györgyi                                    |
| Antônio Fragoso          | Alessandro Giácomo                                   | Potocsny Andor                                  |
| Gillray Coutinho         | Eusébio                                              | Orbán Gábor                                     |
| Mario Hermeto            | Dr. Henrique                                         | Orbán Gábor                                     |
| Ana Kutner               | Dra. Beatriz                                         | Vámos Mónika                                    |
| Adriana Bellonga         | Edith                                                | Vámos Mónika                                    |
| Bruce Gomlevsky          | Ricardo Macedo                                       | Szakács Tibor                                   |
| Alice Camargo            | Ludmila Assunção Muniz Meirelles                     | Rostás Luca                                     |
| Ruan Aguiar              | Damón                                                | Fáncsik Roland                                  |
| Patrícia Selonk          | Gorete                                               | Csizmadia Gabriella                             |
| Dilene Prado             | Joelma                                               | Csizmadia Gabriella                             |
| Rejane Faria             | Neusa                                                | Zsolnai Júlia                                   |
| Aldo Perrotta            | Carlos                                               | Tárnok Csaba                                    |
| Maga Cavalcante          | Salete                                               | Bognár Anna                                     |
| Cristiano Sauma          | Ruy                                                  | Bergendi Áron                                   |
| Jean Amorim              | Samuel                                               | Barabás Kiss Zoltán                             |
| Jojô Rodrigues           | Lúcia                                                | Farkas Zita                                     |
| Lian Tai                 | Joana Lins                                           | Molnár Gyöngyi                                  |
| Alexandre Lino           | Anchieta                                             | Orosz Gergely                                   |
| Eduardo Moscovis         | Edgar                                                | Orosz Gergely                                   |
| Raquel Rocha             | Jerusa                                               | Bérces Gabriella                                |
| Ana Chagas               | Pilar                                                | Bérces Gabriella                                |
| Claudia Mauro            | Helena Valentim                                      | Bérces Gabriella                                |
| Adriano Saboya           | Edilson                                              | Gyurin Zsolt                                    |
| Flávio Pardal            | Naldo                                                | Sörös Miklós                                    |
| Francisco Torres         | Manoel Ribeiro                                       | Szokol Péter                                    |
| Samuel Toledo            | Jamaica                                              | Horváth-Töreki Gergely                          |

## Évados áttekintés
| Évad | Évad | Brazil epizódok száma | Magyar epizódok száma | Eredeti sugárzás  | Eredeti sugárzás  | Eredeti sugárzás | Magyar sugárzás     | Magyar sugárzás    | Magyar sugárzás |
| Évad | Évad | Brazil epizódok száma | Magyar epizódok száma | Évadpremier       | Évadfinálé        | Eredeti adó      | Évadpremier         | Évadfinálé         | Magyar adó      |
| ---- | ---- | --------------------- | --------------------- | ----------------- | ----------------- | ---------------- | ------------------- | ------------------ | --------------- |
|      | 1.   | 119                   | 70                    | 2021. november 8. | 2022. március 25. |                  | 2022. augusztus 22. | 2022. november 29. | RTL Klub        |

## A sorozat készítése
2020 januárjában kezdődött a szereplőgárda megválasztása. A következő hónapban megkezdődött az első jelenetek forgatása Prágában. 2020 márciusában a Globo a koronavírus-járvány miatt határozatlan időre felfüggesztette a telenovella forgatását, amelynek premierjét májusra tervezték. 2020 novemberében szigorú egészségügyi előírások mellett folytatták a forgatást, amely 2021. szeptember 24-én fejeződött be.